# 15739 Matsukuma
15739 Matsukuma eller 1991 ER är en asteroid i huvudbältet som upptäcktes den 9 mars 1991 av den japanska astronomen Tsutomu Seki vid Geisei-observatoriet. Den är uppkallad efter astronomen Takehiko Matsukuma.
Asteroiden har en diameter på ungefär 5 kilometer.